# La Granada de Río-Tinto

Huy hiệu của La Granada de Rio-Tinto

Cờ của La Granada de Rio-Tinto

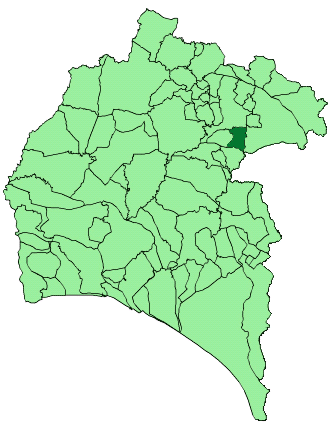
Cờ của La Granada de Rio-Tinto

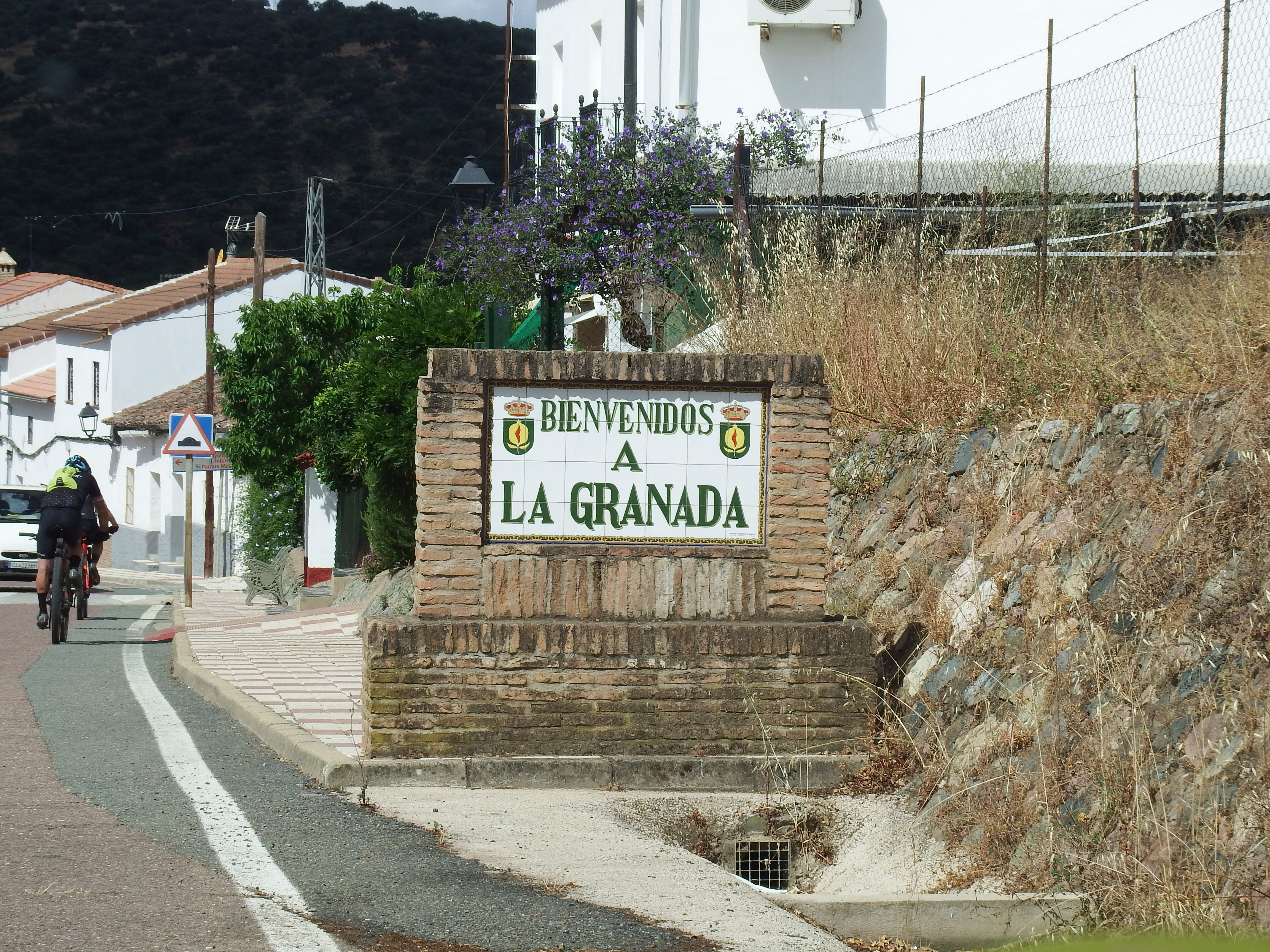

La Granada de Río-Tinto là một đô thị ở tỉnh Huelva, Andalucía, Tây Ban Nha. Dân số đô thị này năm 2007 là 223 người. Diện tích của La Granada de Río-Tinto là 44 km² với mật độ dân số 5,2 người/km². Đô thị này nằm ở tọa độ địa lý 37º 46' độ vĩ bắc, 6º 30' độ kinh đông. La Granada de Río-Tinto nằm ở độ cao 437 mét và cách thành phố tỉnh lỵ Huelva 90 km.

## Dân số
| 1996 | 1997 | 1998 | 1999 | 2000 | 2001 | 2002 |
| ---- | ---- | ---- | ---- | ---- | ---- | ---- |
| 234  | 224  | 223  | 222  | 218  | 223  | 231  |

Nguồn: INE (Tây Ban Nha)